# خوزه سانتا
خوزه سانتا (اسپانیایی: José Santa‎؛ زادهٔ ۱۲ سپتامبر ۱۹۷۰) یک بازیکن فوتبال اهل کلمبیا است.

## تیم ملی
وی همچنین در تیم ملی فوتبال کلمبیا بازی کرده‌است.